# Список територіальних громад Миколаївської області
Це список територіальних громад Миколаївської області, створених в рамках адміністративно-територіальної реформи 2015—2020.

## Загальний перелік громад
1. Арбузинська селищна громада,
2. Баштанська міська громада,
3. Березанська селищна громада,
4. Березнегуватська селищна громада,
5. Благодатненська сільська громада,
6. Братська селищна громада,
7. Бузька сільська громада,
8. Веселинівська селищна громада,
9. Веснянська селищна громада,
10. Вільнозапорізька сільська громада,
11. Вознесенська міська громада,
12. Володимирівська сільська громада,
13. Воскресенська селищна громада,
14. Врадіївська селищна громада,
15. Галицинівська сільська громада,
16. Горохівська сільська громада,
17. Доманівська селищна громада,
18. Дорошівська сільська громада,
19. Єланецька селищна громада,
20. Інгульська сільська громада,
21. Казанківська селищна громада,
22. Кам’яномостівська селищна громада,
23. Коблівська сільська громада,
24. Костянтинівська сільська громада,
25. Кривоозерська селищна громада,
26. Куцурубська сільська громада,
27. Мигіївська сільська громада,
28. Миколаївська міська громада,
29. Мішково-Погорілівська сільська громада,
30. Мостівська сільська громада,
31. Нечаянська сільська громада,
32. Новобузька міська громада,
33. Новомар’ївська сільська громада,
34. Новоодеська міська громада,
35. Олександрівська селищна громада,
36. Ольшанська селищна громада,
37. Очаківська міська громада,
38. Первомайська міська громада,
39. Первомайська селищна громада,
40. Прибужанівська сільська громада,
41. Прибузька сільська громада,
42. Привільненська сільська громада,
43. Радсадівська селищна громада,
44. Синюхинобрідська сільська громада,
45. Снігурівська міська громада,
46. Софіївська сільська громада,
47. Степівська сільська громада,
48. Сухоєланецька сільська громада,
49. Чорноморська сільська громада,
50. Шевченківська сільська громада,
51. Широківська селищна громада,
52. Южноукраїнська міська громада.